# Biblioteca nazionale australiana
La Biblioteca nazionale australiana (in inglese National Library of Australia o NLA) ha sede a Canberra.
Istituita nel 1960 con il National Library Act, con cui ricevette il compito di raccogliere, preservare e rendere accessibile risorse documentarie di rilevanza nazionale legate all'Australia e al popolo australiano, e materiali non australiani, raccoglie più di 7 milioni di documenti pubblicati nel Paese, oltre a 15000 metri di manoscritti.